# Gold Bar (Washington)
Gold Bar az Amerikai Egyesült Államok északnyugati részén, Washington állam Snohomish megyéjében elhelyezkedő város. A 2010. évi népszámlálási adatok alapján 2075 lakosa van.
Gold Bar mellett Sultan és Index is a 2016-os Captain Fantactic című film forgatási helyszínei között volt.

## Történet
A térség első lakói a skykomish indiánok voltak, akik 'xaitɬd településen éltek. A településen kezdetben kutatótábor működött; nevét egy bányásztól kapta, aki a kavicsban arany nyomára bukkantt. A Great Northern Railway építőtáborában kitört lövöldözés során a veszélyeztetett kínaiakat Eduard Bauer építőmérnök koporsóban menekítette ki, ezzel megmentve életüket.
Gold Bar 1910. szeptember 16-án kapott városi rangot. 2012-ben fennállt a csőd veszélye; hogy ezt elkerüljék, a település lemondott volna a városi rangról.

## Éghajlat
A város éghajlata óceáni (a Köppen-skála szerint Cfb).
| Hónap                         | Jan.  | Feb.  | Már.  | Ápr. | Máj. | Jún. | Júl. | Aug. | Szep. | Okt. | Nov.  | Dec.  | Év    |
| ----------------------------- | ----- | ----- | ----- | ---- | ---- | ---- | ---- | ---- | ----- | ---- | ----- | ----- | ----- |
| Rekord max. hőmérséklet (°C)  | 20,0  | 25,0  | 28,3  | 32,2 | 38,9 | 41,1 | 40,0 | 37,8 | 36,7  | 33,9 | 25,6  | 19,4  | 41,1  |
| Átlagos max. hőmérséklet (°C) | 8,3   | 10,0  | 12,2  | 15,0 | 18,3 | 21,1 | 24,4 | 25,0 | 22,2  | 16,1 | 10,6  | 7,2   | 15,9  |
| Átlagos min. hőmérséklet (°C) | 1,7   | 1,7   | 2,8   | 4,4  | 7,2  | 10,0 | 11,1 | 11,1 | 8,3   | 5,6  | 3,3   | 1,1   | 5,7   |
| Rekord min. hőmérséklet (°C)  | −22,2 | −20,0 | −14,4 | −8,3 | −2,8 | −0,6 | 2,2  | 2,2  | −3,9  | −6,7 | −15,6 | −16,1 | −22,2 |
| Átl. csapadékmennyiség (mm)   | 212   | 143   | 153   | 134  | 129  | 98   | 43   | 45   | 85    | 158  | 260   | 194   | 1654  |
| Forrás: The Weather Channel   |       |       |       |      |      |      |      |      |       |      |       |       |       |

## Népesség
A 2010-es népszámláláskor a városnak 2075 lakója, 782 háztartása és 519 családja volt. A népsűrűség 757,3 fő/km2. A lakóegységek száma 837, sűrűségük 305,5 db/km2. A lakosok 85,1%-a fehér, 0,6%-a afroamerikai, 0,7%-a indián, 1%-a ázsiai, 0,7%-a a Csendes-óceáni szigetekről származik, 7%-a egyéb, 4,9%-a pedig kettő vagy több etnikumú. A spanyol vagy latino származásúak aránya 10,1% (   )
A háztartások 37,9%-ában élt 18 évnél fiatalabb. 48,1% házas, 10,6% egyedülálló nő, 7,7% egyedülálló férfi, 33,6% pedig nem család. 27,1% egyedül élt; 6,6%-uk 65 éves vagy idősebb. Egy háztartásban átlagosan 2,65 személy élt; a családok átlagmérete 3,2 fő.
A medián életkor 36,6 év volt. A város lakóinak 26,4%-a 18 évesnél fiatalabb, 8,7% 18 és 24 év közötti, 29,1%-uk 25 és 44 év közötti, 28,8%-uk 45 és 64 év közötti, 7%-uk pedig 65 éves vagy idősebb. A lakosok 52,8%-a férfi, 47,2%-a pedig nő.

## Fordítás
- Ez a szócikk részben vagy egészben  a   Gold Bar, Washington című angol Wikipédia-szócikk ezen változatának fordításán alapul.  Az eredeti cikk szerkesztőit annak laptörténete sorolja fel. Ez a jelzés csupán a megfogalmazás eredetét és a szerzői jogokat jelzi, nem szolgál a cikkben szereplő információk forrásmegjelöléseként.